# Paedophryne amauensis
Paedophryne amauensis är en grodart i Nya Guinea. Den betraktas som världens minsta kända ryggradsdjur. Arten påträffades första gången 2009 och klassificerades året därpå.

## Biologi
I likhet med andra kända arter av släktet Paedophryne lever Paedohryne amauensis bland löv och blad på marken i tropiska skogar. Arten är i medeltal 7,7 millimeter lång och färgad i spräckligt jordbrun färg. Detta är något mindre än det tidigare rekordminsta ryggradsdjuret, den sydostasiatiska fisken Paedocypris progenetica vars honor är cirka 7,9 mm långa.
Alla arterna i släktet Paedophryne lever bland förnan och nedfallna blad på marken i Nya Guineas tropiska regnskogar. Grodorna har högfrekventa lockrop, vilka används som medel för forskare att kunna lokalisera de små varelserna.
Paedohryne amauensis är en god hoppare. Den kan utföra språng på 30 gånger sin egen kroppslängd.

## Upptäckt och forskning
Paedohryne amauensis upptäcktes i augusti 2009 av herpetologen Christopher Austin och doktoranden Eric Rittmeyer, på en expedition för att utforska biologisk mångfald i Papua Nya Guinea. Klassificeringen som en ny djurart fastställdes 2010. Beskrivningen publicerades i den vetenskapliga tidskriften PLoS ONE i januari 2012. Arten påträffades nära byn Amau i Centralprovinsen.
Upptäckten av djurarten gjordes slumpmässigt, efter två av expeditionsmedlemmarna vid upprepade tillfällen gått bet på att lokalisera de små grodorna ibland de nedfallna löven. Till slut bestämde sig forskarna för att, på vinst och förlust, samla in en mängd förna i plastpåsar för senare och mer detaljerad undersökning. Under denna senare och mer detaljerade undersökning påträffades ett exemplar av (det som senare klassificerades som) Paedohryne amauensis på ett av löven.
De närmare studierna av grodarten försvårades även av artens snabba reflexer och ovilja att sitta still.
Vid samma expedition 2009 upptäcktes även en annan medlem av samma grodsläkte, Paedophryne swiftorum. Denna släkting är cirka 8,6 mm lång. Forskare anser att de små grodarterna utvecklats för att fylla en ekologisk nisch som tidigare inte varit utnyttjad. Christopher Austin, medförfattare till den inledande studien, menar att de små grodorna anpassats för att kunna livnära sig på små ryggradslösa djur, som fästingar, vilka annars ignoreras av större rovdjur.
Relaterat till samma forskningsresa genomfördes också en genetisk jämförelse mellan små grodor på global nivå. Då upptäcktes att motsvarande miniatyrisering av grodor inträffat vid elva olika tillfällen, på olika platser runt världen och oberoende av varandra. Miniatyrisering har i princip endast förekommit i tropiska regnskogar, miljöer där groddjurens hud inte torkar ut och mat finns i tillräcklig mängd.

## Fotogalleri

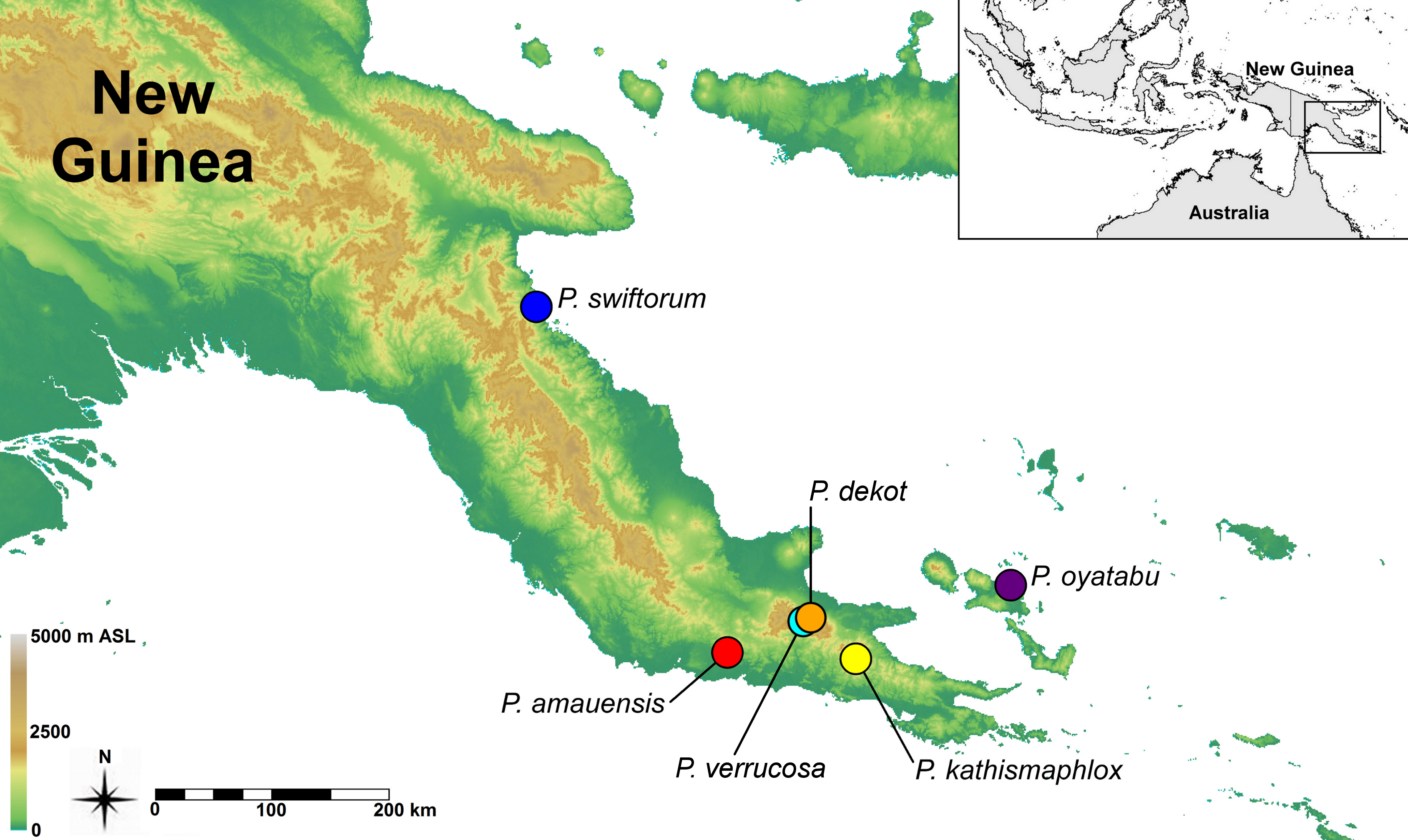
Lokal i Nya Guinea
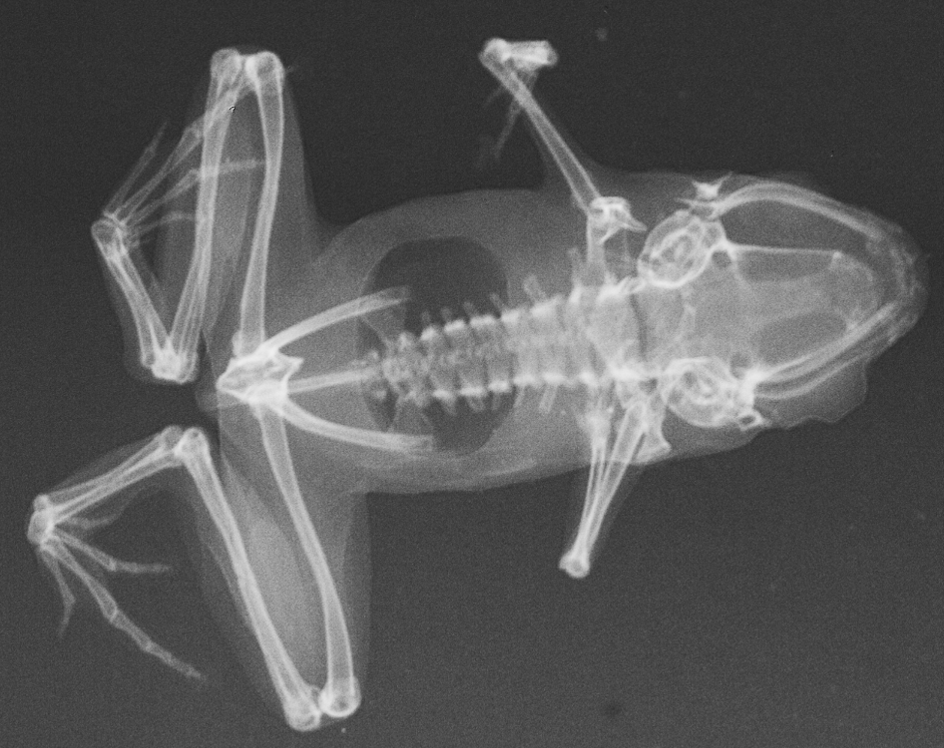
Röntgenbild